# Vito De Palma (politico)
Vito De Palma (Ginosa, 13 novembre 1966) è un politico italiano.

## Biografia
Residente a Ginosa, è sposato con due figli.
Funzionario dell'Agenzia delle entrate dal 1988, è laureato in scienze della pubblica amministrazione, ha conseguito un master in economia ed amministrazione degli enti locali all'Università di Bari ed uno in diritto tributario.

### Attività politica
Nel 1992 si iscrive alla Democrazia Cristiana e nel 1997 viene eletto per la prima volta consigliere del comune di Ginosa nelle liste dei Cristiani Democratici Uniti.
Nel 1998 confluisce in Forza Italia. Più volte consigliere comunale, svolge funzioni di vicesindaco e di presidente del consiglio comunale, prima di diventare Sindaco nel 2011, carica che ricopre fino al 2015. Viene sconfitto al ballottaggio nella successiva tornata del 2016.
Eletto consigliere regionale nelle file di Forza Italia alle elezioni regionali in Puglia del 2020, svolge l'incarico di vicepresidente della I commissione Bilancio.
Il 13 marzo 2021 viene nominato commissario provinciale di Taranto di Forza Italia.
Alle elezioni politiche del 2022 viene eletto alla Camera dei Deputati nel collegio plurinominale Puglia - 03 (Taranto - Altamura) come capolista di Forza Italia e viene nominato membro della VI Commissione parlamentare permanente Finanze ricoprendo l'incarico di Capogruppo del partito. Da settembre 2023 eletto segretario dell'Ufficio di Presidenza della Commissione Bicamerale per il Federalismo Fiscale.
Dal 18 gennaio 2024 Capogruppo di Forza Italia nella Commissione parlamentare d'inchiesta sulla sicurezza e lo stato delle città italiane e delle loro periferie.
Il 22 gennaio 2024 eletto dal Congresso Provinciale di Taranto, all'unanimità, segretario provinciale di Forza Italia.